# Yume no Ukiyo ni Saite Mi na
«Yume no Ukiyo ni Saite Mi na» (яп. 夢の浮世に咲いてみな) — сингл, изданный в коллаборации между японской идол-группой Momoiro Clover Z и американской рок-группой KISS.
До начала сотрудничества участники KISS посмотрели концертные видеозаписи Momoiro Clover Z. Свои впечатления Пол Стенли описал в интервью в январе 2015 года:
Зрелищное шоу! Великолепная хореография! Музыка, какую мы никогда не слышали раньше. Мы сказали: «Мы можем сделать такое!» — Кто-то сказал: «KISS, почему вы это делаете?» — «Потому что мы можем!» — Два мира объединяются и делают что-то невероятное. Сила музыки сотрясает мир.
В Японии сингл был выпущен на физическом носителе (компакт-диске) в двух версиях: «Momoiro Clover Z edition» (CD+Blu-ray) и «Kiss edition» (CD). Титульная песня с этого сингла также вошла специальный японский альбом Best of Kiss 40 (альбом только для Японии, на SHM-CD носителе, вышел в тот же день). Также сингл доступен для покупки в более чем 120 странах мира на сайте iTunes.

## Список композиций

### Momoclo Edition (CD+Blu-ray)
| №  | Название                                              | Длительность |
| -- | ----------------------------------------------------- | ------------ |
| 1. | «Yume no Ukiyo ni Saite Mi na» (夢の浮世に咲いてみな) |              |
| 2. | «Rock and Roll All Nite»                              |              |

| №  | Название                                     | Длительность |
| -- | -------------------------------------------- | ------------ |
| 1. | «Yume no Ukiyo ni Saite Mi na» (music video) |              |

### KISS Edition (CD only)
| №  | Название                                          | Длительность |
| -- | ------------------------------------------------- | ------------ |
| 1. | «Yume no Ukiyo ni Saite Mi na»                    |              |
| 2. | «Rock and Roll All Nite»                          |              |
| 3. | «SAMURAI SON» (Momoiro Clover Z исполняют припев) |              |

## Чарты
| Чарт (2015)                 | Наив. позиц. |
| --------------------------- | ------------ |
| Oricon Weekly Singles Chart | 2            |